# جيمس بي. أندرسون
جيمس بي. أندرسون (بالإنجليزية: James B. Anderson)‏ هو فيزيائي أمريكي، ولد في 16 نوفمبر 1935 في كليفلاند في الولايات المتحدة.